# Velocidad de la luz (autómata celular)
En el juego de la vida de Conway (y otros automátas celulares), la velocidad de la luz es la velocidad de propagación a lo largo de la malla de exactamente un paso (ya sea horizontal, vertical o diagonal) por generación. En una sola generación, una celda dada solo puede influir en las celdas inmediatamente adyacentes, y por ello esta velocidad de la luz (como análogo de la velocidad de la luz en la física) es la máxima velocidad de propagación de información. Por lo tanto, es también la velocidad máxima a la que puede moverse cualquier patrón o figura.

## Notación
Al igual que en la física, la velocidad de la luz de los autómatas celulares se representa con la letra c. Esto a su vez se usa como referente para describir la velocidad promedio de propagación para un tipo dado de naves espaciales. Por ejemplo, se dice que un glider tiene una velocidad de c/4 , ya que a partir de un estado dado le toma 4 generaciones trasladarse una celda. De forma similar, se dice que la "nave espacial ligera" tiene una velocidad de c/2, ya que de a partir de un estado dado le toman cuatro generaciones para trasladarse un total de dos celdas.

## Propagación a velocidad de la luz
Aunque c es un límite superior absoluto a la velocidad de propagación, la velocidad máxima de una nave espacial en el Juego de la Vida de Conway es de c/2 Esto se debe a que es imposible construir una nave espacial que se pueda mover en cada generación. (Sin embargo, esto no es cierto para los autómatas celulares en general; por ejemplo, muchas naves espaciales que viajan a la velocidad de la luz pueden existir en Seeds, otro autómata celular.) Es, sin embargo, posible que algunos objetos puedan viajar a la velocidad de la luz si se mueven a través de un medio distinto al del espacio vacío. Estos medios incluyen senderos de panales, e hileras alternantes entre celdas vivas y muertas.

## Propagación a velocidad superlumínica
Ciertos patrones aparentan moverse a una velocidad superior a la de una celda por generación, pero al igual que los fenómenos superlumínicos de la física, esto es solo una ilusión.
Un ejemplo es "Star Gate" (lit. "Puerta Estelar"), un arreglo de tres gliders convergentes que se aniquilan mutuamente al colisionar. Si una nave espacial a velocidad de la luz (LWSS por sus siglas en inglés, lightweight spaceship) se impacta con los gliders que colisionan, parecerá que se mueve hacia "adelante" un total de 11 celdas en solo 6 generaciones, y así viaja más rápido que la velocidad de la luz.  Esta ilusión ocurre porque en la reacción de aniquilación de los glider  ocurre la creación y casi-inmediata destrucción de otra LWSS. Cuando la LWSS entrante choca con los gliders impactados, ésta no se transporta sino que modifica la reacción para que la LWSS recién creada pueda sobrevivir. La única señal que se transmite es la que determina si la LWSS saliente debería sobrevivir o no. Esta no alcanza su destino sino hasta después de que la LWSS se ha "transportado", y de esta forma no hay información que deba viajar a velocidades superlumínicas.